# Esomus metallicus
Esomus metallicus е вид лъчеперка от семейство Шаранови (Cyprinidae). Видът не е застрашен от изчезване.

## Разпространение и местообитание
Разпространен е във Виетнам, Камбоджа, Лаос, Малайзия (Западна Малайзия и Саравак), Мианмар и Тайланд. Внесен е в Сингапур и Филипини.
Среща се на дълбочина около 0,3 m, при температура на водата около 28,9 °C и соленост 28,2 ‰.

## Описание
На дължина достигат до 7,5 cm.
Популацията на вида е стабилна.